# 아일랜드 공화국군

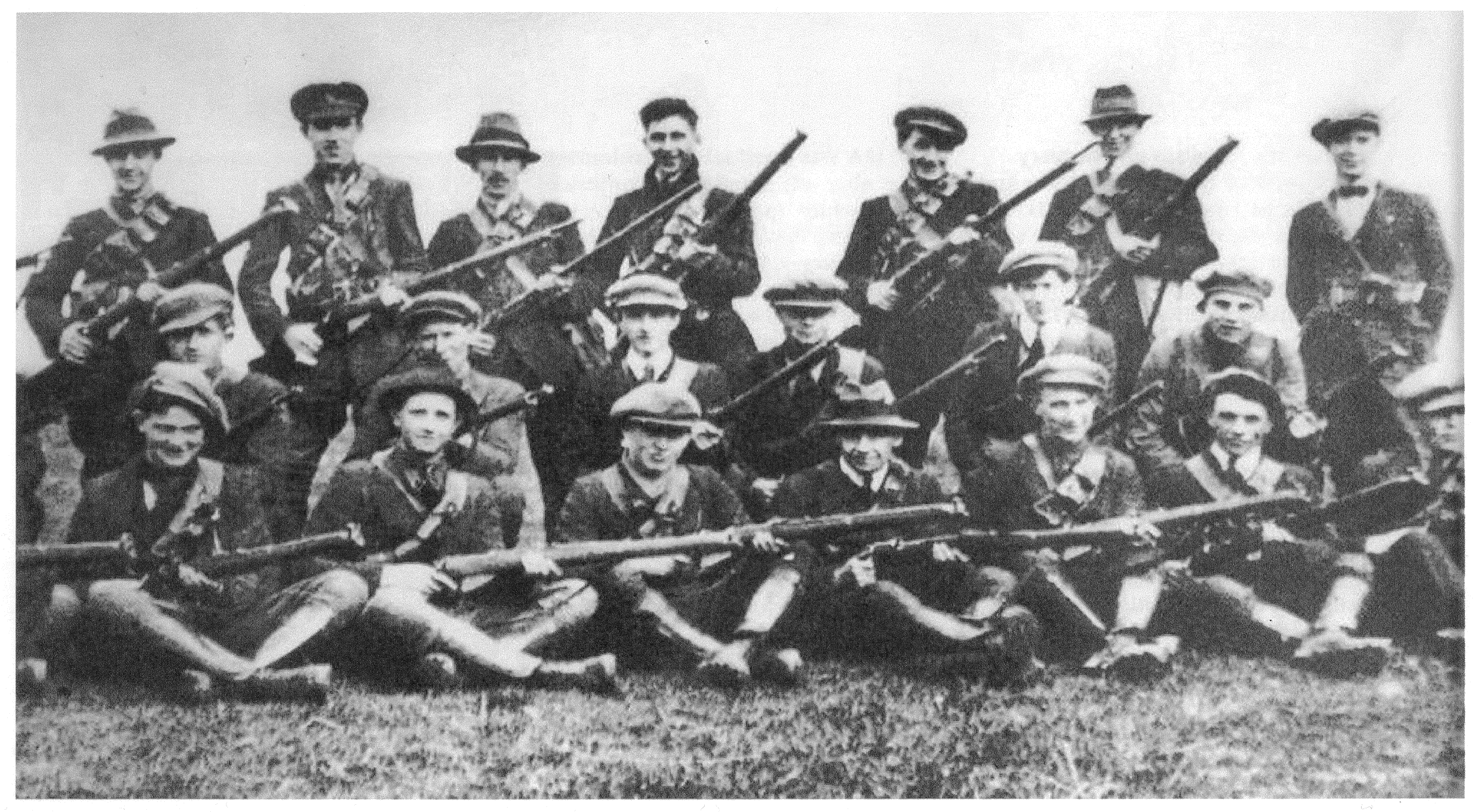

아일랜드 공화국군(아일랜드어: Óglaigh na hÉireann, 영어: Irish Republican Army, IRA)은 아일랜드 독립 투쟁을 목표로 하는 아일랜드의 무장 조직이다.
- 아일랜드 공화국군 (1919년-1922년)
- 아일랜드 공화국군 (1922년-1969년)
- 아일랜드 공화국군 공식파
- 아일랜드 공화국군 임시파
- 아일랜드 공화국군 연속파
- 아일랜드 공화국군 진정파

## 같이 보기
- 테러조직 지정